# 城前公廟
城前公廟，或稱靈應祠，全名紅毛城城前公廟，澎湖縣馬公市廟宇，主祀城前公，廟址原為明朝軍隊搭建「文澳天啟城」的南門口處。

## 沿革
城前公廟之「城前」乃取「紅毛城前」之典故，「紅毛城」當地居民俗稱「紅木埕」或「紅火埕」，確切地點失考，約莫位於今馬公市朝陽里和陽明里一帶。明代天啟二年（1622），荷蘭東印度公司的雷爾生（Cornelis Reyersen）攻佔葡軍駐守的澳門失利，轉調駐軍佔領澎湖本島，明朝軍隊為了驅逐荷蘭軍隊，亦在紅木埕築城搭建防禦堡壘，後人訛為荷蘭人所建，訛稱「紅毛城」，實則為朝陽里一帶的文澳天啟城。
翁佳音〈「荷蘭時代臺灣史」中的澎湖〉一文中表示：澎湖境內有許多民間訛傳荷蘭人蓋城的傳說，鎮海、吉貝、馬公市紅木埕皆有紅夷蓋城的傳聞，但實際上荷蘭僅在蛇頭山半島蓋風櫃尾城，其他城砦（或砲台）等防禦工事，皆為明朝軍隊所蓋。紅毛城跡仍保存大片石基多時，直到日治晚期挪作填防風牆之用，才被拆除殆盡。相傳城前公廟靈應祠搭建的位址，即在於當時紅毛城的南門口處。
「城前公」的信仰和起源不詳，文獻記載甚少，眾說紛紜。一說城前公生前為荷蘭人、又說城前公姓朱，根據歷史學者余光弘的研究，認為城前公生前乃是水手或商人的第三種說法相對可靠：約莫清領末期，有一商船行經澎湖三官殿前海濱遇難，船上除一員罹難身亡外，其餘悉數獲救，居民將罹難者安葬於媽宮紅毛城社前，爾後當地顯靈神蹟頻傳，被尊奉為「城前公」。
日治時期，紅木埕居民家中多養雞鴨豬隻，但凡家中牲畜生病，向城前公祈求多能發揮庇佑之功，信眾便替城前公的墓碑搭建小棚，香火漸趨興旺。1945年國民政府接收台灣、1989年間信徒等多番重建「馬公紅毛城靈應祠城前公」廟，2013年信徒成立「重建委員會」，歷經四年募款、規劃，2017年新廟落成，委員會有感原登記的廟名「馬公紅毛城靈應祠城前公」過長，重新定名為「紅毛城城前公廟」。
紅木埕居民現無養豬，雖無祈求豬隻平安的需求，城前公廟每年元宵節仍會舉辦「乞龜」活動，並以保佑學生考運順遂、市民事業昌隆來延續香火。

## 注釋

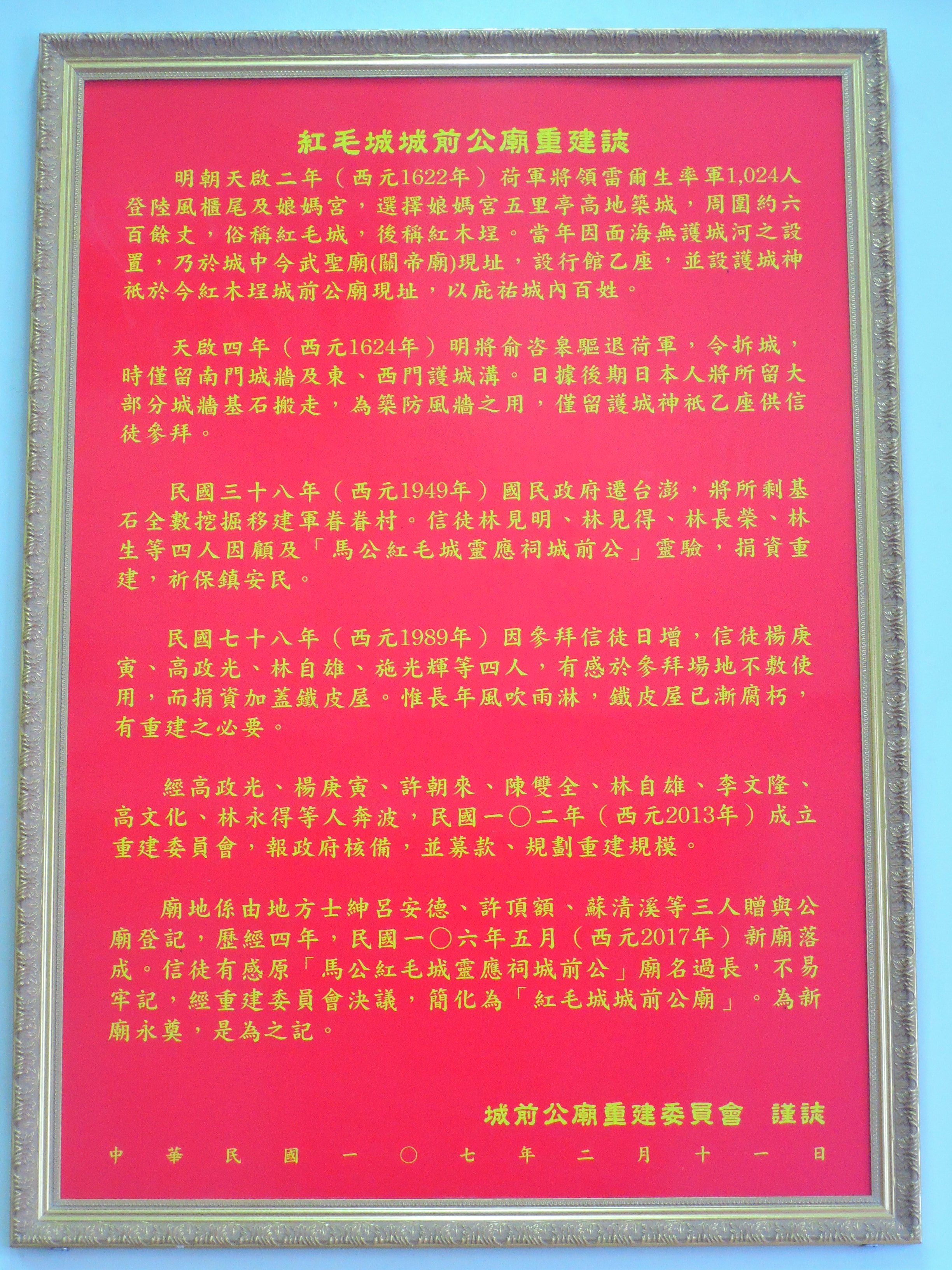
紅毛城城前公廟重建誌（2017年製）

## 圖輯

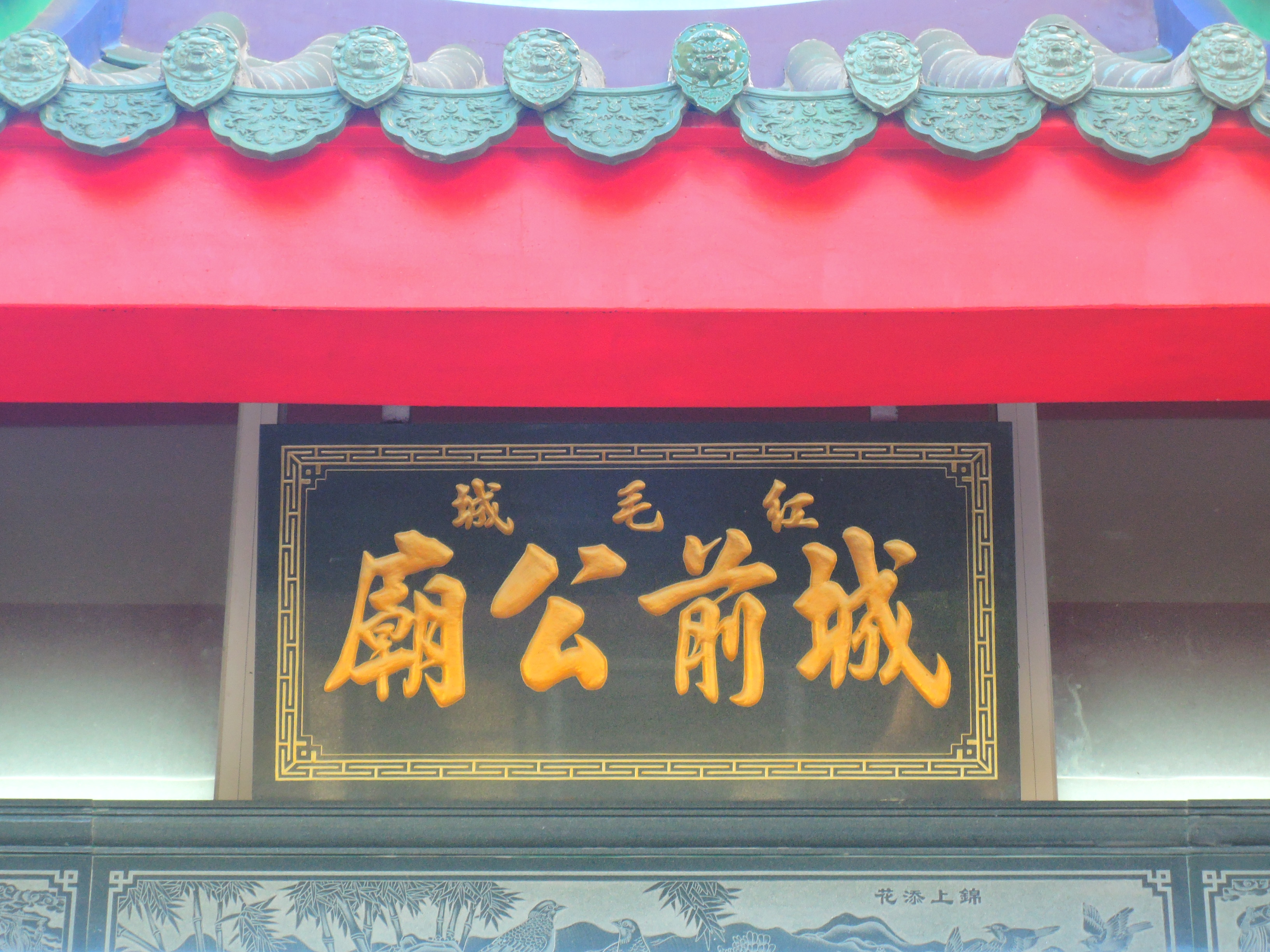
城前公廟入口
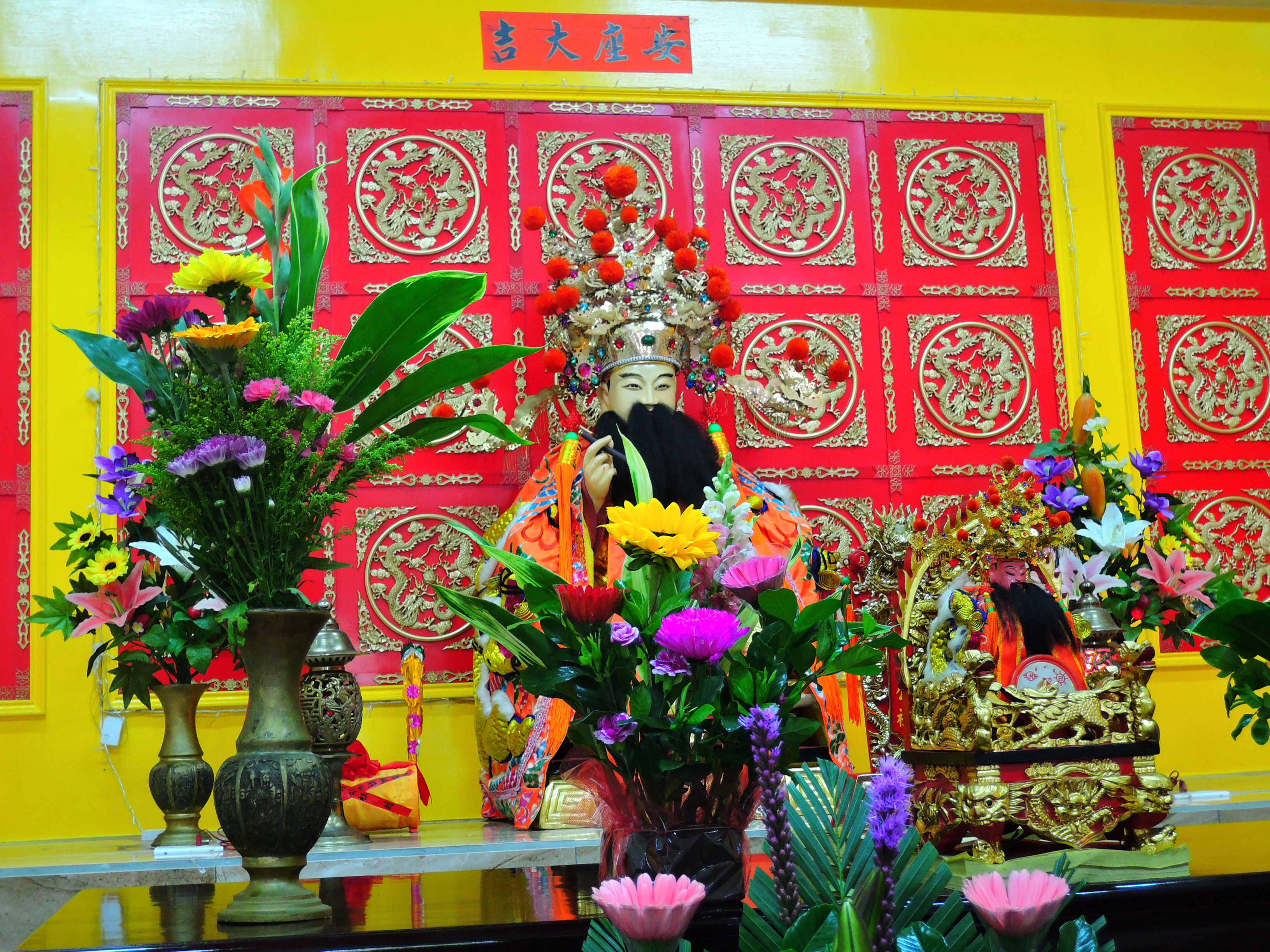
城前公神像
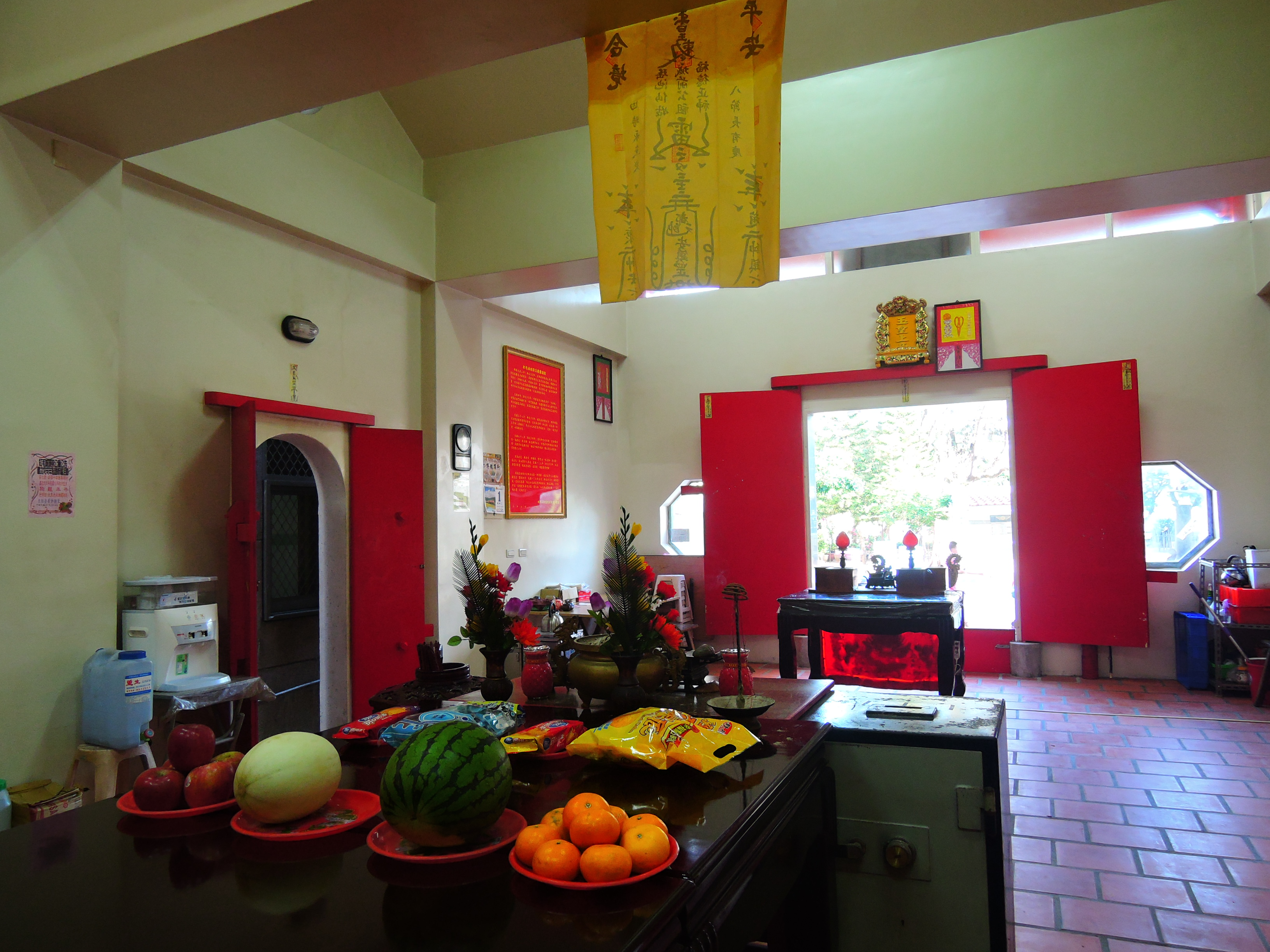
正殿
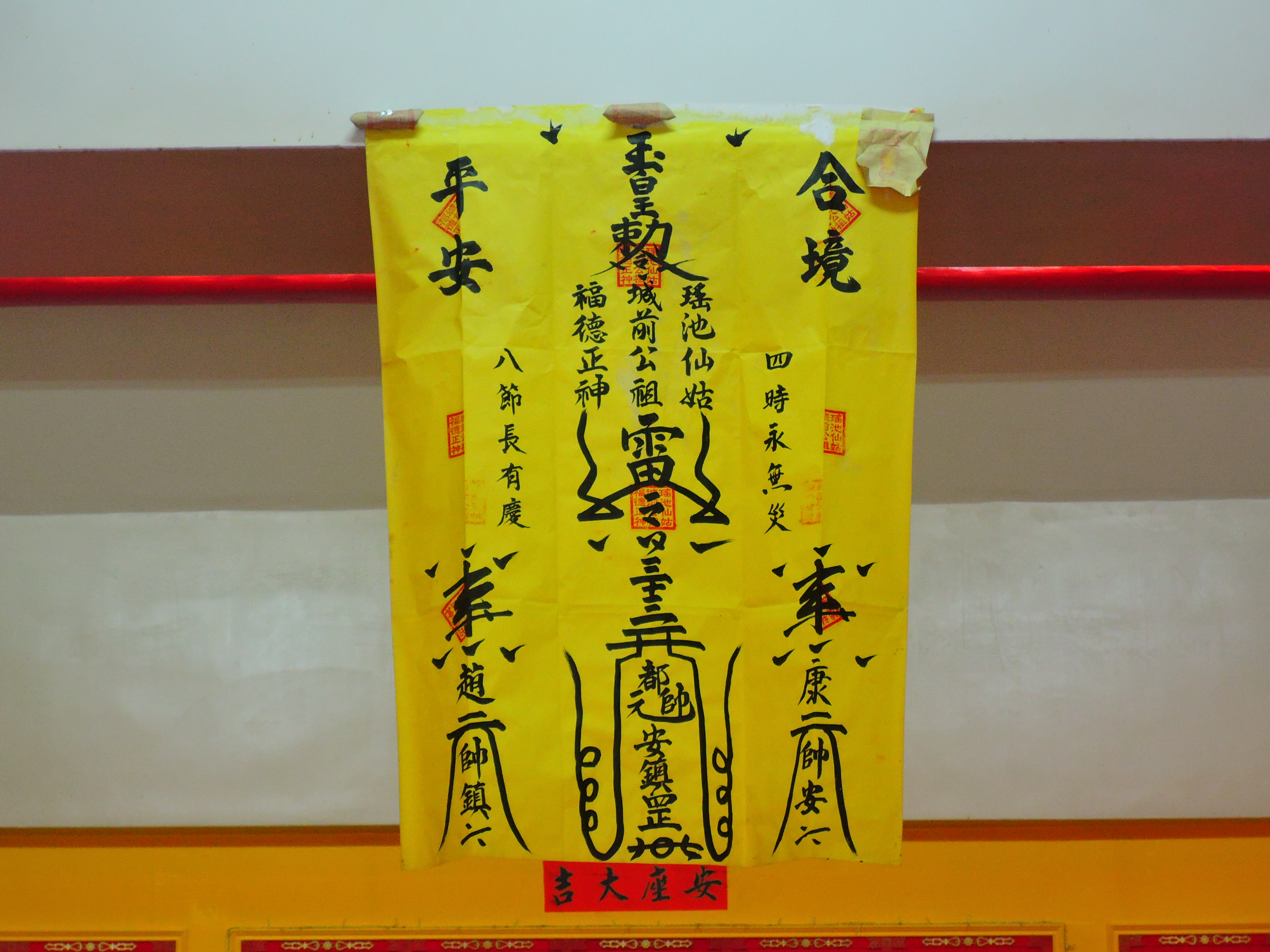
大符雷令
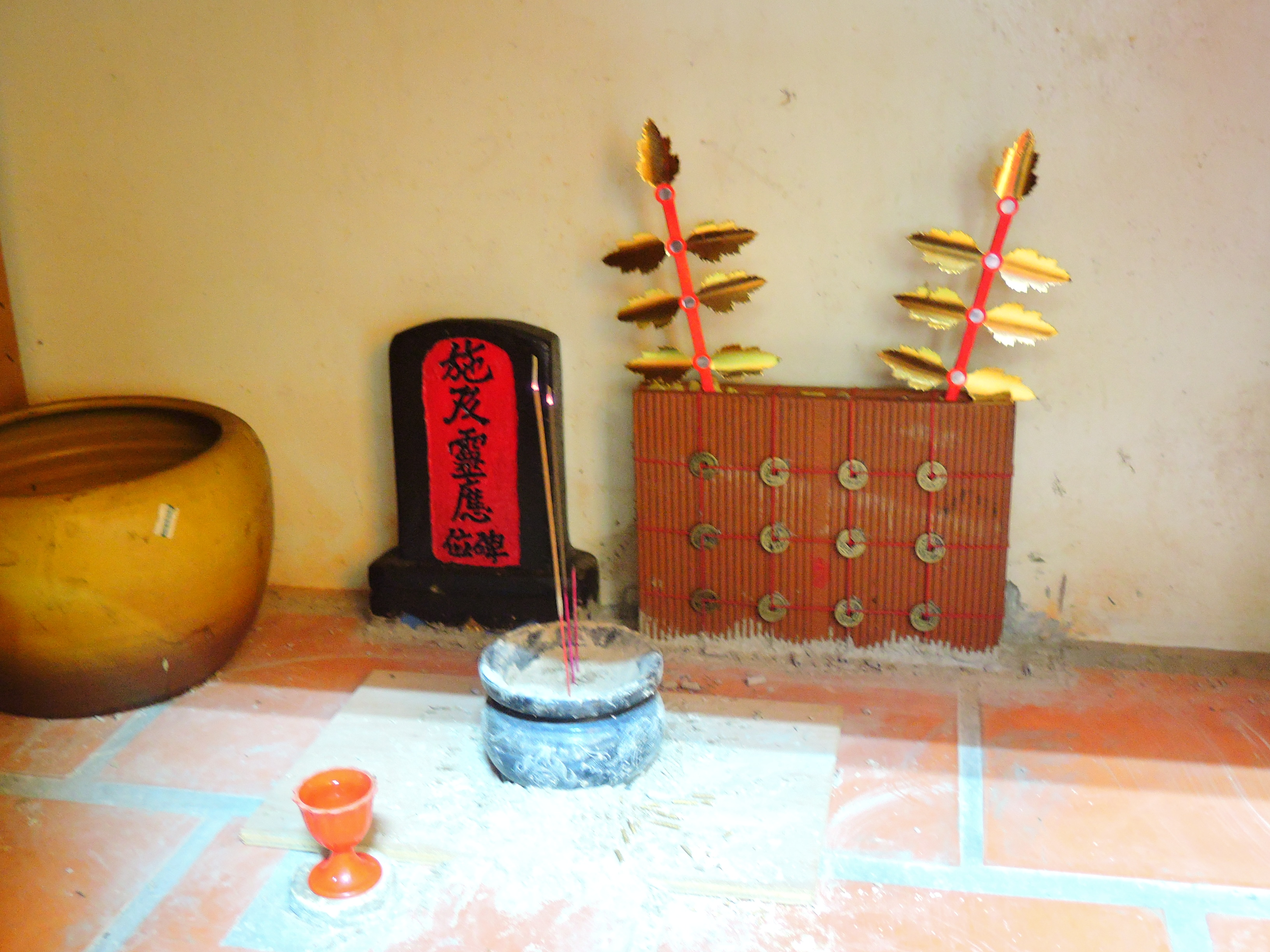
施及靈應牌位
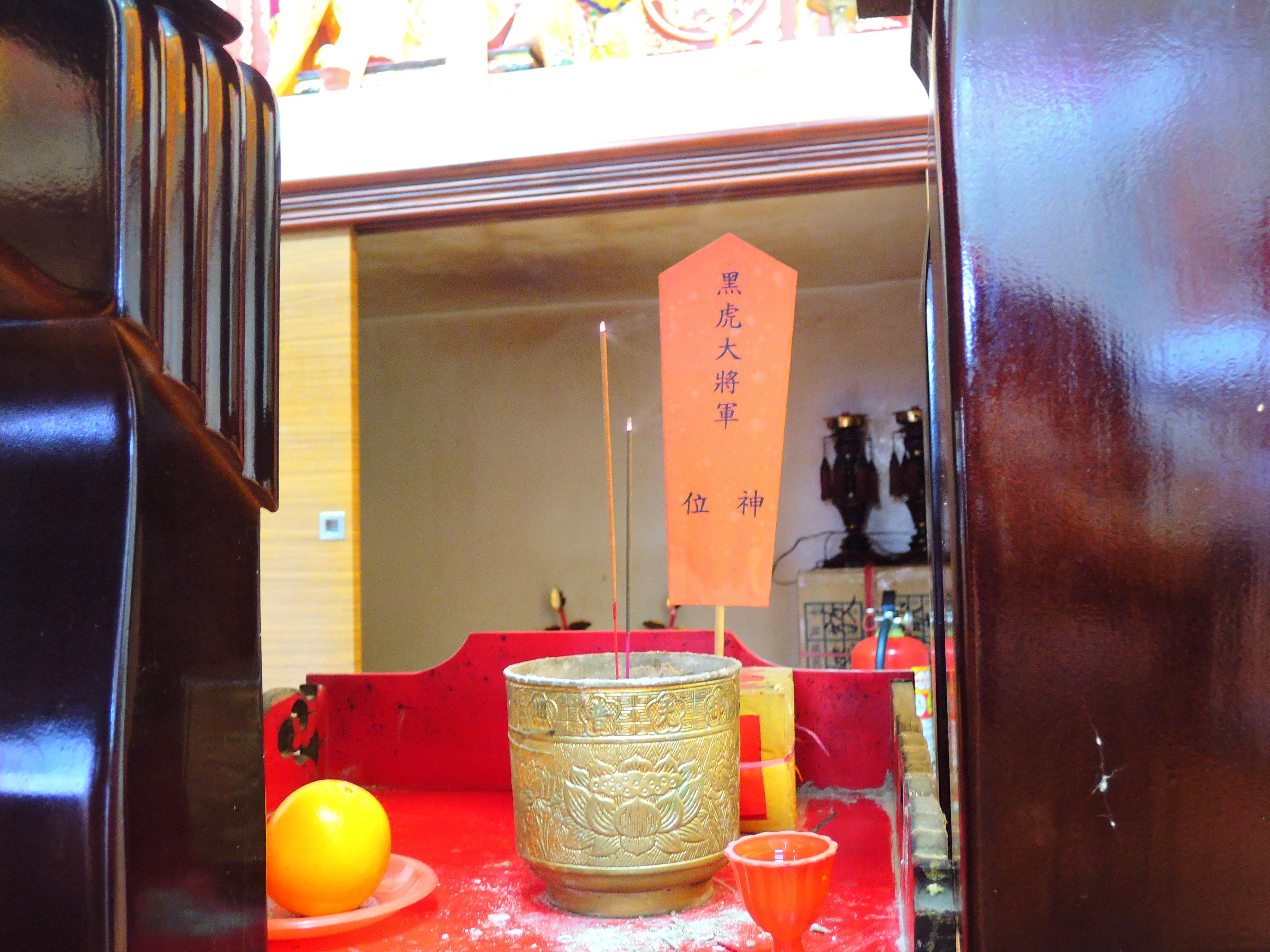
黑虎大將軍神位